# Huehuetán Estación
Huehuetán Estación es una localidad del estado mexicano de Chiapas. Es parte del municipio de Huehuetán.

## Demografía
| Gráfica de evolución demográfica |
|                                  |

| Censo | Población |
| ----- | --------- |
| 1921  | 72        |
| 1930  | 126       |
| 1940  | —         |
| 1950  | 1 828     |
| 1960  | 1 634     |
| 1970  | 2 737     |
| 1980  | 3 759     |
| 1990  | 4 809     |
| 2000  | 5 527     |
| 2010  | 6 314     |
| 2020  | 6 962     |